# Pierre Eugène Maison
Pour les articles homonymes, voir Maison (homonymie).
Pierre Eugène Maison, ou Jules Eugène Maison, né le 14 juillet 1814 aux Riceys et mort le 9 mars 1879 à Paris, est un peintre français.

## Biographie
Pierre Eugène Maison est le fils de Pierre Basile Maison, serrurier, et de Marie Nicole Faisant. La deuxième pandémie de choléra qui sévit aux Riceys emporte son père en 1832 et son jeune frère Jules (1818-1833).
Élève de Léon Cogniet, il expose au Salon de 1840 à 1875.
En 1842, pensionné par le département de l'Aube, il part pour l'Italie et participe au concours de l'Académie de Saint-Luc, à Rome. Il remporte la médaille d'or de ce concours en 1843. En 1860, il fait construire au no 9 de la rue Bochart-de-Saron un immeuble qu'il destine aux artistes (Julien Duvocelle, Louise Émilie Gallet-Levadé, Eugène Lavieille et sa fille Marie Ernestine Lavieille, Georges-Frédéric Rötig ou Auguste Frédéric Pierre Sézille des Essarts y logeront à diverses époques).
En 1849, il épouse Aimée Augustine Michelin.
Il meurt à son domicile de la rue de Vaugirard à l'âge de 64 ans.

## Œuvres exposées aux Salons parisiens
- Une scène de l'enfer, du Dante, au Salon de 1840
- Portrait de Mme Ad. H., au Salon de 1840
- La peste des Riceys apaisée par la protection divine, au Salon de 1841
- Sainte Anne explique à la sainte Vierge les mystères de l'Écriture, au Salon de 1843
- L’élévation du calice à la messe pontificale du jour de Pâques, à Saint-Pierre de Rome, au Salon de 1849
- Un triptyque en six compartiments réunis dont le sujet est l’histoire de l’âme, au Salon de 1849
- La philosophie chrétienne venant au secours de l’homme, au Salon de 1850
- Pélerinage à la madone Taglia-Azzo (Abbruzzes), au Salon de 1850
- Portrait de Monseigneur de Falloux du Courdray, protonotaire apostolique, au Salon de 1850
- Portrait de Mme Eug. M., au Salon de 1850
- Portrait de M. Lécuyer, au Salon de 1850
- Le pape saint Sixte II, saint Laurent et les premiers chrétiens surpris dans les catacombes de Rome, au temps de la persécution, en l’an 258, sous Valérien, au Salon de 1853
- Histoire de l’âme ; triptyque, au Salon de 1857
- Les trois mobiles de la civilisation chrétienne, au Salon de 1857
- La Vierge au métier ; Sainte-Famille, au Salon de 1857
- La leçon de musique ; sujet antique, au Salon de 1857
- Portrait de Mme T., au Salon de 1857
- Héroïsme de l’impératrice Theodora, pendant la sédition Nika, au Salon de 1859
- Les joies du travail, au Salon de 1859
- Les dangers de l’oisiveté, au Salon de 1859
- Apothéose de sainte Geneviève Sainte Geneviève est reçue par le Sauveur, ayant à ses côtés les deux grands apôtres de la France, saint Denis et saint Martin., au Salon de 1861
- Le Seigneur est proche de ceux qui ont le cœur affligé, au Salon de 1863
- L’hymne du soir, au Salon de 1864
- L’ange gardien de la jeune famille, au Salon de 1865
- Mariuccia, au Salon de 1865
- La mort chrétienne, au Salon de 1866
- Le Saint-Sacrifice de la messe pour le soulagement et la délivrance des âmes du purgatoire. Peintures à la cire, au Salon de 1866
- Idylle, au Salon de 1867
- Ah ! le bon billet qu’a La Châtre !, au Salon de 1867
- La charité nourrit, instruit et forme au travail, au Salon de 1868
- Buveurs ; sujet antique, au Salon de 1868, dessin
- Un moissonneur, au Salon de 1868, dessin
- Louis XIII et Mademoiselle de Lafayette, au Salon de 1869
- La Charité, au Salon de 1869, sanguine
- Danseuses antiques, panneau décoratif, au Salon de 1869, aquarelle
- La Charité nourrit, instruit et forme au travail, au Salon de 1870
- Portrait de M. Torramoréll, au Salon de 1870
- L’hymme du soir, au Salon de 1870, aquarelle
- Femme endormie, au Salon de 1870, sanguine
- La leçon de musique, au Salon de 1875
- Le Printemps, au Salon de 1875, aquarelle
- L’Automne, au Salon de 1875, aquarelle
- Coquetterie, au Salon de 1875